# Здравствуй, папа, Новый год!
«Здравствуй, папа, Новый год!» (англ. Daddy's Home; дословно — «Папочкин дом») — кинокомедия режиссёра Шона Андерса. Премьера фильма состоялась 9 декабря 2015 года в Лондоне.

## Сюжет
Сотрудник радиостанции Брэд Уитакер - примерный семьянин, мужчина правильный, неконфликтный и добрый до мягкотелости. Он всячески пытается завоевать любовь Грейс и Дилана, детей своей жены Сары от первого брака. Понемногу ему это удаётся, но всё резко портится, когда в дом звонит их настоящий отец - Дасти Мэйрон, который является полной противоположностью Брэда во всем: дикий, необузданный, уверенный в себе "альфа-самец", спортсмен и преуспевающий в любом деле мастер на все руки. Узнав, что Сара снова вышла замуж, Дасти заявляет о намерении приехать на следующий день. Сара очень против, но Брэд уговаривает её позволить Дасти приехать, желая построить с ним нормальные отношения отца и отчима ради детей.
Увидев Дасти, Брэд сразу выпадает в осадок от его мужественного и красивого вида. А затем дело превращается в настоящую войну, когда Брэд осознаёт, что действующий исподтишка Дасти намерен выгнать его из дома и помириться с Сарой. Силы явно не в пользу Брэда: Дасти покупает детям собаку, достраивает домик на дереве (который Брэд хотел достроить вместе с Диланом), устраивает яркую вечеринку на день рождения. В один из первых дней Брэд решает отвести Дасти на свою работу, где как раз идёт кастинг на роль диджея радио Панда. И, к шоку Брэда, именно Дасти получает это место (он пропел заставку радио ради эксперимента, и все сразу поняли, что именно он им нужен).
Брэд и Дасти узнают, что над Диланом издеваются какие-то ребята из четвёртого класса, и вместе учат его защищаться. Брэд поначалу видит в этом шанс прекратить конфликт с Дасти, но тот открыто заявляет, что всё равно намерен убрать Брэда. В качестве последней попытки Брэд отводит всю семью на баскетбольный матч, но Дасти и здесь неожиданно берёт верх: оказывается, что он дружит с тренером любимой команды Дилана, и за счёт этого добывает семье места в непосредственной близости от игроков. Брэд окончательно падает духом, и у него происходит нервный срыв: он выпивает большое количество банок пива,  затем, уже будучи нетрезвым, сперва произносит тираду в адрес Дасти, а потом два раза попадает мячом в головы случайным людям (сперва девушке-черлидеру, затем мальчику-инвалиду). Это становится последней каплей, и Брэд съезжает из дома. Дасти пытается успокоить расстроенную Сару, но она его отвергает и лишь требует от него стать нормальным, ответственным отцом.
Брэд начинает жить в своём офисе и впадает в депрессию. Однако Дасти обнаруживает, что не справляется с плотным графиком Грейс и Дилана и не сможет быть для них нормальным отцом. Он уже готов уехать без предупреждения, но вовремя обо всём узнавший Брэд успевает его остановить. Они вместе прибывают на школьный бал Грейс и внезапно обнаруживают, что Дилана все это время обижала девочка, а не мальчики, что ставит всех в крайне неловкое положение, когда Дилан решается её ударить. Дасти уже готов вступить в бой с отцом девочки, но затем не решается поступить так на глазах дочери и вместо этого устраивает танцевальный поединок, к которому тут же подключается и Брэд. В результате все примиряются: Брэд возвращается домой, а Дасти остаётся жить по соседству и быть хорошим "со-папой" для своих детей.
Проходит полтора года. Дасти и Брэд окончательно сдружились, у Брэда и Сары родился общий сын, а Грейс и Дилан полностью приняли Брэда как второго отца. Дасти также заново женился (его жена Карен оказалась успешным врачом и писателем, что вызвало у Сары комплекс неполноценности) и обзавёлся падчерицей, что поставило его ровно в то же положение, в которое он когда-то поставил Брэда...

## В ролях
- Уилл Феррелл — Брэд Уитакер
- Марк Уолберг — Дасти Мэйрон
- Линда Карделлини — Сара
- Томас Хейден Чёрч — Лео Холт
- Скарлетт Эстевес — Меган
- Оуэн Ваккаро — Дилан
- Бобби Каннавале — Франсиско
- Хэннибал Бёресс — Грифф
- Билл Бёрр — Джерри
- Алессандра Амбросио — Карен
- Джон Сина — Роджер, отец дочки жены Дасти

## Производство
Основные съёмки начались 17 ноября 2014 года в Новом Орлеане. Съёмки должны были завершиться 3 февраля 2015 года, но продлились до 6 февраля.

## Прокат
В Канаде, Пакистане и США прокат стартовал 25 декабря 2015 года, в Венгрии, ОАЭ и России — 7 января 2016, в Дании, Италии и Панаме — 14 января 2016.